# Wounchpounch
Wounchpounch (Der satanarchäolügenialkohöllische Wunschpunsch) est une série télévisée d'animation franco-canadienne-allemande en 52 épisodes de 26 minutes inspirée de l'ouvrage éponyme de Michael Ende, produite par Saban International Paris et CinéGroupe,, et diffusée en France sur Fox Kids en 2000 et sur TF1, et au Québec à partir du 8 septembre 2001 à la Télévision de Radio-Canada.

## Voix françaises
- Patrice Dozier[4] : Jacob Scribouillard
- Franck Tordjman : Maurizio di Mauro
- Philippe Catoire : Bella Belzebuth Bubonic
- Brigitte Virtudes : Tyrannia Vanity et Stella Douillet
- Joël Martineau : Malédictus Maggot et M. Douillet
- Marion Game : Antinoé et Mme Douillet
- Fily Keita : Chris Douillet
- Érik Colin : voix additionnelles

 Source et légende : version française (VF) sur RS Doublage

## Épisodes
1. Alerte aux plantes
2. S.O.S. sosies
3. Cauchemar de Noël
4. Charmants bambins
5. Calamité couleurs
6. Galerie de portraits
7. Panique préhistorique
8. Les pieds dans la marmite
9. Le roi c'est moi !
10. Électroménagerie
11. Tatie, j'ai agrandi les insectes
12. À vos souhaits
13. Mega-zoo-polis
14. Les bons contes font les bons sorciers
15. La guerre des voitures
16. Des animaux fous, fous, fous
17. Météo en délire
18. Dégâts d'égarés
19. Les poubelles se rebellent
20. En sort sablé
21. Tyra-Bubo-Mania
22. Mégalopolis, ville fantôme
23. C'te bonne blague !
24. Comme un cheveu sur la potion
25. Avide viandoxa
26. La nuit des souhaits
27. Chez M. et Mme Maggot
28. Bubonic en Méphisto
29. Lentement mais sûrement
30. Le moral dans les chaussettes
31. Dans la peau d'un autre
32. Bon à rien !
33. Jeu de jambes
34. L'ombre d'un doute
35. Des amours de sorciers
36. Maggot mégote
37. Jour de frime
38. Coup de file
39. L'Argent ne fait pas le bonheur
40. Satanée St Valentin
41. Tyrannia mon amour
42. Les sorciers de la table ronde
43. Passe murailles
44. Un sort attachant
45. Tricher n'est pas sorcier
46. Atchoum !
47. Tout petit sort
48. Jeux maléfiques d'hiver
49. La marque de Pinocchio
50. Un vrai cauchemar !
51. Une vie de chien
52. Féminin-magicien